# Вигенин, Кристиан
Кристиан Иванов Вигенин (болг. Кристиан Иванов Вигенин; род. 12 июня 1975, София) — болгарский политик. С 29 мая 2013 года в течение 14 месяцев — министр иностранных дел Болгарии.

## Образование
- 1988—1993 — 91-я софийская гимназия с углубленным изучением немецкого языка.
- 1993—1998 — магистр макроэкономики и международных отношений, Университет национального и мирового хозяйства (УНСС).

Проходил ряд обучений и практику в Бельгии, Швеции, США и др.
Владеет английским, немецким, французским и русским языками.

## Профессиональная деятельность
- 1999—2001 — старший эксперт в отделе «Европейская интеграция» в Агентстве «Таможни».
- 2001—2005 — эксперт и руководитель отдела «Внешней политики и международной деятельности» Высшего совета Болгарской социалистической партии.
- 2005—2007 — депутат 40-го Народного собрания Болгарии, член Комиссии по внешней политике и европейским вопросам, наблюдатель в Европейском парламенте.
- 2007—2009 — член Европейского парламента, руководитель Делегации болгарских социалистов, заместитель председателя группы Партии европейских социалистов, член Комиссии по внешним отношениям.
- 2009—2013 — член Европейского парламента, сопредседатель парламентарной ассамблеи Евронест, член Комиссии по внешним отношениям
- С 2012 — член Управляющего совета Европейского фонда демократии.

## На посту министра иностранных дел
29 мая 2013 года избран 42-м Народным собранием министром иностранных дел Болгарии.
В марте 2014 года Вигенин прокомментировал довольно многословно события на Украине, но не занял твердую позицию и не поддержал явно ни одну из сторон.

## Награды
- Великий офицер ордена Звезды Италии (10 мая 2017 года, Италия)[2]